# پزو پاراگوئه
پزو پاراگوئه (به انگلیسی: Paraguayan peso) (به زبان بومی: peso paraguayo) یکای پول رایج در کشور پاراگوئه است. مسئولیت کنترل این واحد پولی برعهدهٔ بانک مرکزی پاراگوئه قرار دارد.